# Yew Tree
Yew Tree – osada w Anglii, w West Midlands, w dystrykcie metropolitalnym Sandwell. Leży 9,4 km od miasta Birmingham i 173,2 km od Londynu. W 2001 miejscowość liczyła 6109 mieszkańców.